# شاووعوت
شاووعوت (به عبری: שבועות به معنای هفته‌ها) (به عربی: عيد الأسابيع)، جشنی مذهبی برای یهودیان است که در آن اعطای تورات و برداشت گندم را جشن می‌گیرند. 
جشن شاووعوت در تقویم عبری روز تعطیل است که در روز ششم ماه سیوان (در تقویم عبری) است.(اواخر ماه مه یا اوایل ماه ژوئن). جشن شاووعوت ۵۰ روز پس از عید پسح برگزار می‌شود. بسیاری از یهودیان این عید را به همین دلیل پنطیکاست (πεντηκοστή، روز پنجاهم) می‌شناسند. کار در روز شاووعوت ممنوع است.

## فلسفه این روز
دراصل شاووعوت روزی است که تورات از طرف خدا به بنی اسرائیل در کوه سینا (که شامل ده فرمان هم می‌شود) نازل شد. شاووعوت نیز به فصل برداشت دانه در اسرائیل می‌پیوندد. در دوران باستان، برداشت دانه هفت هفته به طول انجامید و یک فصل از خوشحالی برای مردم بود. آن را با برداشت جو در عید پسح آغاز می‌شد و با برداشت گندم در شاووعوت به پایان می‌رسید.

## جُستارهای وابسته
- شالوش رگالیم
- ‌ شمارش اومِر